# Slowscantelevisie

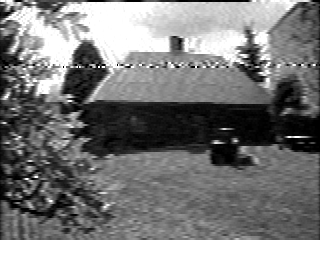
Voorbeeld transmit SSTV (zwart/wit)

Slowscantelevisie (afgekort SSTV) is een vorm van televisie die wordt gebruikt door zendamateurs. Bij SSTV wordt één zwart-witbeeld in ongeveer 7 seconden tijd overgezonden. Tegenwoordig stuurt men meestal beelden met kleur met resolutie 320x256, wat dan ongeveer 2 minuten duurt. Hierdoor is het dus alleen geschikt voor stilstaande beelden.
Door de lage snelheid is het signaal geschikt om over een normaal spraakkanaal te versturen zoals een radiozender met een audio-bandbreedte van 3 kHz. Hierdoor is SSTV zelfs geschikt om over de HF-banden te worden verstuurd.
SSTV is eind 1957 ontwikkeld door Copthorn MacDonald (YV2CM). De eerste apparatuur werd in de herfst van 1957 getest op de 11 meterband. De eerste gepubliceerde beschrijving van het systeem was het artikel in twee delen in QST, dat in de augustus- en septembernummers verscheen.
Naast SSTV is er ook nog ATV, amateurtelevisie, dat voldoet aan de normen voor "normale" tv-zenders. Met ATV wordt wel een bewegend beeld uitgezonden.

## Werking
Om SSTV te verzenden en ontvangen, wordt er bijna altijd gebruikgemaakt van een pc met een geluidskaart. De computer zet een afbeelding om in een SSTV-signaal door iedere kleur zijn eigen toonhoogte te geven en zo rij voor rij de afbeelding te versturen met een zender. Aan de andere kant wordt het signaal opgevangen met een geschikte ontvanger, en via de lijningang van een geluidskaart in een computer wordt het met speciale software weer omgezet naar een afbeelding.

## SSTV-modi
SSTV kan uitgezonden worden in verschillende "modi".
Robot, Martin en Scottie zijn de meest bekende en gebruikte.
In Europa gebruikt men meer Martin en in de Verenigde Staten en Japan gebruikt men vaker Scottie.
| Modus     | Resolutie | Tijd  |
| --------- | --------- | ----- |
| Zwart/wit | 160x120   | 8 s   |
| Robot24   | 160x120   | 24 s  |
| Robot36   | 320x240   | 36 s  |
| Robot72   | 320x240   | 72 s  |
| AVT90     | 320x240   | 90 s  |
| Scottie1  | 320x256   | 110 s |
| Scottie2  | 320x256   | 71 s  |
| ScottieDX | 320x256   | 269 s |
| Martin 1  | 320x256   | 114 s |
| Martin 2  | 320x256   | 58 s  |

Er zijn nog vele andere modi, maar deze worden bijna nooit gebruikt.
Gebruik op de WARC-banden uitsluitend de volgende, smalbandige SSTV-modes: MP73-N, MP110-N en MP140-N:
- 30m: 10,132 en 10,144 MHz
- 17m: 18,117 MHz
- 12m: 24,927 MHz

## SSTV-frequenties
| Band  | Oproep             | Modulatie |
| ----- | ------------------ | --------- |
| 80m   | 3,720 MHz          | LSB       |
| 80 m  | 3,730 MHz          | LSB       |
| 40 m  | 7,033 MHz          | LSB       |
| 30 m  | 10132 en 10144 MHz | USB       |
| 20 m  | 14,230 MHz         | USB       |
| 17 m  | 18,160 MHz         | USB       |
| 15 m  | 21,340 MHz         | USB       |
| 12 m  | 24,927             | USB       |
| 10 m  | 28,680 MHz         | USB       |
| 10 m  | 28,700 MHz         | USB       |
| 6 m   | 50,300 MHz         | USB       |
| 2 m   | 144,500 MHz        | FM        |
| 70 cm | 433,700 MHz        | FM        |
| 70 cm | 431,025 MHz        | FM        |

## Contacten leggen
Net zoals bij elke hamradiomodus kan iemand twee dingen doen om een QSO (gesprek) te voeren. Men kan CQ (algemene oproep) roepen op een oproep-frequentie: dit wordt gedaan door een afbeelding te sturen met daarbij de tekst CQ of CQSSTV en de eigen call-sign. Een ander station kan dan de oproep beantwoorden. Men kan ook luisteren op een oproep-frequentie en een CQ-oproep beantwoorden.

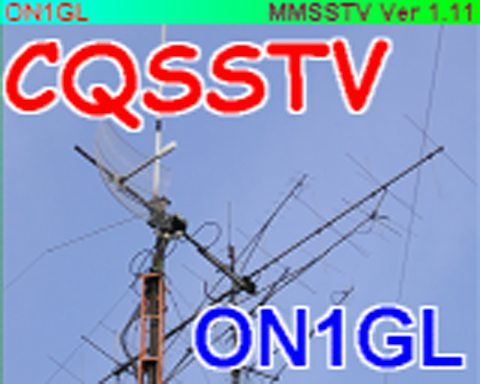
CQSSTV met afbeelding

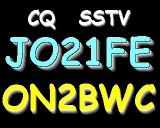
CQSSTV met alleen tekst

## Vermogens
Sommige zenders en versterkers kunnen hun volledige vermogen niet voor langere tijd gebruiken zonder oververhit te raken.

## Jargon
Zoals bij elke hamradiomodus wordt er ook bij SSTV gebruikgemaakt van de 'Q-code' en andere afkortingen zoals 73 (groeten), de (van), TNX (bedankt). Amateurs gebruiken dit deels uit gewoonte maar ook om plaats te besparen. Voorbeeld: "TNX QSO, QRT, 73 de AB1CDE". Dit wil zeggen "Bedankt voor het gesprek, ik stop met uitzenden, groetjes van AB1CDE"

## Ontvangstrapport
Een ontvangstrapport, bij SSTV ook wel RSV-rapport genoemd, wordt vaak verzonden bij het antwoorden van een oproep. RSV staat voor Readability (leesbaarheid), Signal Strength (signaalsterkte) en Video Quality (beeldkwaliteit).
LeesbaarheidDit wordt weergegeven door een getal van 1 tot 5, waarbij R1 totaal onleesbaar is en R5 zonder moeite leesbaar is.
SignaalsterkteDit wordt weergegeven als een getal van 1 tot 9, dit is meestal eenvoudig af te lezen van het ontvangsttoestel tijdens het ontvangen van het beeld. S1 is een zeer zwak signaal dat nauwelijks boven de ruis uitkomt, terwijl S9 een zeer sterk signaal is dat 256 keer sterker is dan S1.
VideoDit is de kwaliteit van het ontvangen beeld. Met andere woorden hoeveel ruis er zit in het ontvangen beeld. Dit wordt weergegeven door een getal van V1 tot V5, waarbij V5 is ruisvrij is en V1 meer ruis dan beeld.
De maximumscore die aan een ontvangen beeld kan gegeven worden, is dus R5, S9 en V5. Dit doet men in één getal, bijvoorbeeld: "AB1CDE 595 de FG2HIJ". Hier geeft FG2HIJ een score van R5, S9 en V5 aan AB1CDE, wat dus wil zeggen dat FG2HIJ het beeld perfect ontvangen heeft met een sterk signaal.

## Luisteren
Om te luisteren op de hamradio-frequenties is er in de meeste landen geen vergunning vereist. Luisteramateurs kunnen dus meeluisteren en beelden ontvangen. Ze mogen echter zelf geen beelden uitzenden.

## SSTV-gedragsregels
Een aantal good practices:
- Callsign vermelden. Men gebruikt QRZ (Wie heeft geroepen?) als het andere station zijn of haar callsign is vergeten te vermelden.
- Zenden op een vrije frequentie: een beeld versturen duurt gemiddeld 2 minuten, een antwoord ook. Door 5 minuten te wachten is men zeker dat de frequentie vrij is.
- Inhoud: politieke of religieuze boodschappen en pornografisch materiaal wordt niet door iedereen gewaardeerd (en is in Nederland voor zendamateurs verboden).
- Vermogen: niet meer gebruiken dan noodzakelijk.

Halve beelden met een klein beetje tekst zijn niet gewenst. Hierdoor moet de software van het tegenstation steeds opnieuw beginnen en dit haalt logboeken overhoop.